# Cyclopteropsis
Cyclopteropsis is een geslacht van straalvinnige vissen uit de familie van snotolven (Cyclopteridae). Het geslacht is voor het eerst wetenschappelijk beschreven in 1929 door Soldatov & Popov.

## Soorten
- Cyclopteropsis bergi Popov, 1929
- Cyclopteropsis brashnikowi (Schmidt, 1904)
- Cyclopteropsis inarmatus Mednikov & Prokhorov, 1956
- Cyclopteropsis jordani Soldatov, 1929
- Cyclopteropsis lindbergi Soldatov, 1930
- Cyclopteropsis mcalpini (Fowler, 1914)
- Cyclopteropsis popovi Soldatov, 1929